# Jiří Vilém ze Schaumburg-Lippe
Jiří Vilém ze Schaumburg-Lippe (20. prosince 1784, Bückeburg – 21. listopadu 1860, Bückeburg) byl v letech 1807 až 1860 prvním knížetem miniaturního německého knížectví Schaumburg-Lippe a předtím byl od roku 1787 posledním vládnoucím hrabětem stejnojmenného státu. Pocházel ze schaumburské větve rodu pánů z Lippe.
Jiří Vilém se narodil v Bückeburgu jako syn hraběte ze Schaumburg-Lippe Filipa II. a jeho ženy, lantkraběnky Juliány Hesensko-Philippsthalské.
Za vlády Jiřího Viléma došlo v roce 1806 k rozpadu Svaté říše římské. Následujícího roku se hrabství Schaumburg-Lippe připojilo k Napoleonově Rýnskému spolku a za to bylo povýšeno na knížectví a Jiří Vilém se tak stal jeho prvním knížetem. Po Napoleonově pádu a zrušení Rýnského spolku se v roce 1815 knížectví připojilo k Německému spolku. Kníže Jiří Vilém zemřel v roce 21. listopadu 1860, šest let před rozpadem spolku.

## Rodina
Jiří Vilém se oženil 23. června 1816 v Arolsenu s Idou Waldecko-Pyrmontskou (1796–1869). Spolu měli devět dětí:
- Adolf I. (1. srpna 1817 – 8. května 1893), kníže ze Schaumburg-Lippe, ⚭ 1844 Hermína Waldecko-Pyrmontská (29. září 1827 – 16. února 1910)
- Matylda (11. září 1818 – 14. srpna 1891), ⚭ 1843 vévoda Evžen Württemberský (25. prosince 1820 – 8. ledna 1875)
- Adléta (9. března 1821 – 30. července 1899), ⚭ 1841 vévoda Fridrich Šlesvicko-Holštýnsko-Sonderbursko-Glücksburský (23. října 1814 – 27. listopadu 1885)
- Arnošt (12. prosince 1822 – 2. dubna 1831)
- Ida (26. května 1824 – 5. března 1894)
- Emma (24. prosince 1827 – 23. ledna 1828)
- Vilém (12. prosince 1834 – 4. dubna 1906), zakladatel náchodské větve rodu, ⚭ 1862 Batilda Anhaltsko-Desavská (29. prosince 1837 – 10. února 1902)
- Heřman (*/† 1839)
- Alžběta (5. března 1841 – 30. listopadu 1926), ⚭ 1866 Vilém z Hanau a Horowitz (1836–1902), rozvedli se v roce 1870